# 배드 어스트로넛
배드 어스트로넛(Bad Astronaut)은 래그왜건의 보컬인 조이 케이프가 결성한 펑크 록 밴드이다.
2006년 11월 14일 세 번째 음반 《Twelve Small Steps, One Giant Disappointment》의 발매 얼마 이후, 조이 케이프가 마이스페이스 페이지를 통해 데릭 플로어드가 없는 배드 어스트로넛은 존재할 수 없다며 해체를 발표하였다.

## 멤버
- 조이 케이프(Joey Cape, 래그왜건, 미 퍼스트 앤드 더 김미 김미스의 멤버) - 리드 보컬, 기타
- 마코 72(Marko 72, 슈거컬트의 멤버) - 베이스 기타
- 데릭 플로어드(Derrick Plourde) - 드럼(2005년 3월 사망)
- 앵거스 쿡(Angus Cooke) - 첼로, 타악기, 보컬
- 톰 플라워스(Thom Flowers) - 기타, 보컬
- 조너선 콕스(Jonathan Cox) - 키보드
- 토드 캡스(Todd Capps) - 키보드, 보컬

## 음반 목록
- 《Acrophobe》(2001년)
- 《War of the Worlds》(2002년, 스플릿 EP)
- 《Houston: We Have a Drinking Problem》(2002년)
- 《Twelve Small Steps, One Giant Disappointment》(2006년)